# Adelsö församling
Adelsö församling var en församling i Stockholms stift och i Ekerö kommun i Stockholms län. Församlingen uppgick 2006 i Adelsö-Munsö församling.

## Administrativ historik
Församlingen har medeltida ursprung.
Församlingen utgjorde till 1941 ett eget pastorat för att därefter från 1941 till 1962 vara moderförsamling i pastoratet Adelsö och Munsö. Från 1962 till 2006 var församlingen annexförsamling i pastoratet Ekerö, Adelsö, Munsö och Lovö. Församlingen uppgick 2006 i Adelsö-Munsö församling.

## Kyrkoherdar
| Ämbetstid | Namn                   | Levnadstid | Övrigt                                        |
| --------- | ---------------------- | ---------- | --------------------------------------------- |
| 1556      | Johannes               |            |                                               |
| 1593      | Olaus Jonae            |            |                                               |
| 1600      | Petrus Michaëlis       |            |                                               |
| 1611      | Daniel Jacobi          |            |                                               |
| 1635      | Jonas Petris Alsnaeus  |            | Senare kyrkoherde i Mörkö församling.         |
| 1635-1648 | Zacharias Danielis     | -1648      |                                               |
| 1649-1671 | Salomo Danielis        | -1671      |                                               |
| 1672-1693 | Olof Gers              | -1693      |                                               |
| 1695-1720 | Magnus Hoffberg        | 1657-1720  |                                               |
| 1720-1726 | Carl Lund              | -1726      |                                               |
| 1727-1743 | Eric Norrström         | -1743      |                                               |
| 1744-1760 | Carl Sandmark          |            | Senare kyrkoherde i Ekerö församling.         |
| 1762-1770 | Isaac Erling           | -1770      |                                               |
| 1771-1772 | Eric Svahn             | 1730-1772  |                                               |
| 1763-1789 | Gabriel Brolin         |            | Senare kyrkoherde i Långtora församling.      |
| 1790-1828 | Eric Dahlström         | 1746-1828  |                                               |
| 1831-1839 | Carl Tunell            |            | Senare kyrkoherde i Söderby-Karls församling. |
| 1840-     | Gustaf Magnus Helleday | 1799-      |                                               |

## Klockare och organister
| Ämbetstid  | Namn                   | Levnadstid | Övrigt                                 |
| ---------- | ---------------------- | ---------- | -------------------------------------- |
| -1603      | Mickel                 |            | Klockare                               |
| 1603-      | Per Jansson            |            | Klockare                               |
| 1625-1631  | Hans                   |            | Klockare                               |
| 1644       | Erik                   |            | Klockare                               |
| 1681-1689  | Erik Olofsson          | 1650-1689  | Klockare                               |
| 1661-1697  | Anders Bengtsson       | 1661-1697  | Klockare                               |
| 1699, 1701 | Nils Nilsson           |            | Klockare                               |
| 1705-1708  | Johan Johansson        | 1678-1708  | Klockare                               |
| 1708-1712  | Anders Bengtsson Gardt | 1688-1752  | Klockare                               |
| 1713, 1714 | Erik Andersson         |            | Klockare                               |
| 1717       | Jonas Enbom            | 1695-1769  | Klockare                               |
| 1722-1761  | Mårten Hindricsson     | 1698-1761  | Klockare                               |
| 1761-1762  | Eric Mårtensson        | 1729-1762  | Klockare                               |
| 1762-1772  | Johan Winqvist         | 1731-1772  | Klockare                               |
| 1774-1780  | Johan Adolph Östring   | 1751-1811  | Klockare                               |
| 1780-1782  | Anders Lennberg        | 1752-1804  | Klockare                               |
| 1782-1829  | Carl Lindqvist         | 1749-1839  | Klockare                               |
| 1829-1830  | Lars Eric Segerberg    | 1808-1838  | Organist                               |
| 1830       | Carl Gustaf Wibom      | 1810-      | Organist                               |
| 1825-1832  | Johan Hågelin          | 1798-1837  | Klockare                               |
| 1832-1861  | Eric Holmberg          | 1808-1863  | Organist, klockare och skolmästare.    |
| 1861       | Carl Eric Carlsson     | 1832-      | Organist, klockare och folkskollärare. |

## Kyrkor
- Adelsö kyrka